# Institut supérieur de gestion
A Institut supérieur de gestion ou ISG Paris (em português, "Instituto Superior de Gestão") é uma grande école francesa. Criada em 1967, é administrada e financiada pela IONIS Education Group e, desde 1967, está instalada no campus de Paris, no departamento dos Paris.

## Alguns ex-alunos notáveis
- François Baroin[3], Ministro das Finanças
- Anne-Sophie Pic[4], restaurador-chefe da alta cozinha
- Stéphan Caron[5], nadador francês